# Peter Vanderkaay
Peter Vanderkaay, né le 12 février 1984 à Rochester Hills dans l'État du Michigan, est un nageur américain en activité spécialiste des épreuves de demi-fond et fond en nage libre (200, 400, 800 et 1 500 m).

## Biographie
Spécialiste du demi-fond en nage libre, il était membre du relais 4 × 200 m nage libre américain titré lors des Jeux olympiques 2004 et qui détient le record du monde. Avec ce même relais, il a obtenu la médaille d'or lors des Championnats du monde 2007 à Melbourne.

## Palmarès

### Jeux olympiques
- Jeux olympiques de 2004 à Athènes (Grèce) :
  -  Médaille d'or au titre du relais 4 × 200 m nage libre.

- Jeux olympiques de 2008 à Pékin (Chine) :
  -  Médaille d'or au titre du relais 4 × 200 m nage libre.
  -  Médaille de bronze du 200 m nage libre.
- Jeux olympiques d'été de 2012 à Londres (Royaume-Uni)
  -  Médaille de bronze du 400 m nage libre.

### Championnats du monde

#### En grand bassin
- Championnats du monde 2005 à Montréal (Canada) :
  -  Médaille d'or au titre du relais 4 × 200 m nage libre.

- Championnats du monde 2007 à Melbourne (Australie) :
  -  Médaille d'or au titre du relais 4 × 200 m nage libre.

- Championnats du monde 2011 à Shanghai (Chine) :
  -  Médaille d'or au titre du relais 4 × 200 m nage libre.

#### En petit bassin
- Championnats du monde 2010 à Dubaï (Émirats arabes unis) :
  -  Médaille d'argent au titre du relais 4 × 200 m nage libre.

### Championnats pan-pacifiques
- Championnats pan-pacifiques 2006 à Victoria (Canada) :
  -  Médaille d'or au titre du relais 4 × 200 m nage libre.

## Records

### Records personnels
Ce tableau détaille les records personnels de Peter Vanderkaay en grand bassin au 15 juillet 2009.
| Épreuve            | Temps          | Compétition                               | Lieu              | Date       |
| 200 m nage libre   | 1 min 45 s 14  | Jeux olympiques de 2008                   | Pékin, Chine      | 12/08/2008 |
| 400 m nage libre   | 3 min 43 s 11  | Jeux olympiques de 2008                   | Pékin, Chine      | 10/08/2008 |
| 1 500 m nage libre | 14 min 45 s 54 | Sélections olympiques américaines de 2008 | Omaha, États-Unis | 06/07/2008 |